# Typhlonesticus absoloni
Typhlonesticus absoloni är en spindelart som först beskrevs av Josef Kratochvíl 1933.  Typhlonesticus absoloni ingår i släktet Typhlonesticus och familjen grottspindlar.
Artens utbredningsområde är Montenegro. Inga underarter finns listade i Catalogue of Life.